# 第35屆傳藝金曲獎
第35屆傳藝金曲獎由國立傳統藝術中心主辦，頒獎典禮於2024年8月31日於臺灣戲曲中心大表演廳舉辦、委託中國電視公司轉播。

## 報名資格與統計
凡於2023年3月1日至2023年12月31日期間首次發行的傳統暨藝術音樂專輯以及正式公開展演的戲曲表演作品均可報名參賽。
本屆音樂類報名件數為382件，戲曲表演類報名件數為315件，今年共有95組創作者、38件作品入圍。
音樂類以「傳承與展望－江文也紀念專輯」入圍最多獎項，共獲得五項提名，其中最佳演唱獎更同時有三位音樂家入圍，使其總計獲得七項提名，成為音樂類最大贏家；而戲曲表演類則以秀琴歌劇團的「鳳凰變」為佼佼者，共獲得七項提名，囊括戲曲表演類所有獎項。

## 入圍暨得獎名單
| 以表示得獎者 |

## 外部連結
- 傳藝金曲獎官網 （页面存档备份，存于）